# Haageocereus pseudoversicolor
Haageocereus pseudoversicolor är en kaktusväxtart som beskrevs av Werner Rauh och Curt Backeberg. Haageocereus pseudoversicolor ingår i släktet Haageocereus och familjen kaktusväxter. Inga underarter finns listade i Catalogue of Life.